# Premiul Literar SAARC
Premiul literar SAARC este un premiu anual acordat de Fundația Scriitorilor și Literaturii SAARC (FOSWAL) din 2001. Shamshur Rahman, Mahasweta Devi, Jayanta Mahapatra și Suman Pokhrel sunt câțiva dintre destinatarii acestui premiu. Suman Pokhrel, poet, traducător și traducător nepalez este singurul scriitor care a obținut acest premiu de două ori.

## Destinatarii premiului
Lista beneficiarilor premiului este următoarea:
| An   | Nume                                    | Țară          |
| ---- | --------------------------------------- | ------------- |
| 2019 | Mohammad Nurul Huda                     | Bangladesh    |
| 2018 | Najibullah Manalai                      | Afganistan    |
| 2015 | Sitakant Mahapatra                      | India         |
| 2015 | Selina Hossain                          | Bangladesh    |
| 2015 | Suman Pokhrel                           | Nepal         |
| 2015 | Shahida Shaheen                         | Pakistan      |
| 2015 | Nisar Ahmad Chaudhary                   | Pakistan      |
| 2015 | Aryan Aroon                             | Afganistan    |
| 2014 | Tarannum Riyaz                          | India         |
| 2013 | Abhay K                                 | India         |
| 2013 | Suman Pokhrel                           | Nepal         |
| 2013 | Farheen Chaudhary                       | Pakistan      |
| 2013 | Abdul Khaliq Rashid                     | Afganistan    |
| 2013 | Daya Dissanayake                        | Sri Lanka     |
| 2012 | Fakrul Alam                             | Bangladesh    |
| 2012 | Ayesha Zee Khan                         | Pakistan      |
| 2011 | Ibrahim Waheed                          | Format:MDV462 |
| 2011 | Syed Akhtar Hussain Akhtar (posthumous) | Pakistan      |
| 2010 | Hamid Mir                               | Pakistan      |
| 2010 | Abhi Subedi                             | Nepal         |
| 2010 | Mark Tully                              | India         |
| 2010 | Ju                                      | Format:MM     |
| 2009 | Jayanta Mahapatra                       | India         |
| 2009 | Uday Prakash                            | India         |
| 2009 | Kamaal Khan                             | India         |
| 2007 | Mahasveta Devi                          | India         |
| 2006 | Maitreyi Pushpa                         | India         |
| 2006 | Zahida Hina                             | Pakistan      |
| 2006 | Laxman Gaikwad                          | India         |
| 2006 | Tissa Abeysekara                        | Sri Lanka     |
| 2002 | Laxmi Chand Gupta                       | India         |
| 2001 | Ganesh Narayandas Devy                  | India         |
| 2001 | Shamsur Rahman                          | Bangladesh    |